# Андомский геологический разрез
Андомский геологический разрез (Андома-гора) — юго-западный край Большой Андомской возвышенности, разрез девонских отложений. Андома-гора возникла в результате движения ледника и является гляциодислокацией. Абсолютная высота около 85 метров.
Расположен на берегу Онежского озера, на территории Андомского сельского поселения Вытегорского района Вологодской области.
Андома-гора сложена из разноцветных, красных, зеленых, фиолетовых песчаников и песков, которым подчинена глина и мергель, и заслуживает внимания как по остаткам окаменелых деревьев, так в особенности девонских панцирных рыб; местами среди глинистых песков замечаются целые прослои остатков Holoptychius nobilissimus, Asterolepis omata и других панцирных рыб. Возраст отложений составляет 360—420 миллионов лет.
Андомская гора — геологический памятник природы, особо охраняемая природная территория федерального статуса.
Число туристов летом достигает до 500 человек в день. Туристы оставляют после себя мусор, а порою становятся и браконьерами.
Название разреза имеет происхождение от реки Андома. По всей вероятности, гидроним возник от вепсского словосочетания andmaa — «дающая земля».
В 2009 году Андом-гора заняла второе место в конкурсе «Чудеса земли Вологодской».